# Svenska standupgalan
Svenska standupgalan är ett årligt återkommande arrangemang som delar ut pris till ståuppkomiker. Galan har funnits sedan 2002 och arrangerades av Stockholm Comedy Klubb från starten 2002 till och med 2013. Från och med 2014 är det Marcus Johansson och Fredrik "Fritte" Fritzson från standupklubben Oslipat som arrangerar galan och 2015 delades den ut i samband med Lund Comedy Festival. Galan har normalt hållits på hösten, men galan för 2017 års komiker hölls på Stora teatern i Göteborg i januari 2018. År 2021 ställdes galan in på grund av Covid-19-pandemin.

## Priskategorier
Det delades från början ut pris i fyra kategorier: Årets manliga komiker, Årets kvinnliga komiker, Årets nykomling samt Juryns hederspris (till klubbar och komiker). Från och med 2005 delas också priset Årets media ut till olika digitala medier som bidrar till humorn i Sverige. Det priset delades ut under namnet Skrattstock till och med 2014.

### Tidigare priskategorier och specialkategorier
- Tändstickan: Delades ut av nybörjartävlingen BungyComedy 2008–2012, och under dessa år vann Björn Gustafsson, Jonatan Unge, Ola Söderholm, Messiah Hallberg respektive Evelyn Mok.
- Best of the fest: Priset gick till den amerikanska komikern Amy Schumer 2010 och har inte delats ut sen dess.[4]
- Årets oneliner: Delades ut 2015 till Johanna Wagrell för "Träning är som heroin för mig. Jag kan inte sluta skjuta upp det." År 2019 hölls prisutdelningen på Scalateatern och publiken röstade fram Årets oneliner på plats. Adam von Friesendorff vann med "Har ni tänkt på att låten 'När vindarna viskar mitt namn' blir betydligt sämre när man inser att den handlar om att vindarna viskar 'Roger'?".[5] Lasse Karlsson tilldelades årets oneliner 2022 med "Jag har hört att Missing People söker folk".[6]
- Årets klubb, delades 2022 ut till Standup på Rex i Umeå[7] och 2024 till Under Jord i Malmö.[8]

## Lista över vinnare
| År   | Årets manliga komiker                        | Årets kvinnliga komiker                      | Bästa nykomling                              | Juryns hederspris                            | Skrattstock/Årets media                                | Årets föreställning                                   |
| ---- | -------------------------------------------- | -------------------------------------------- | -------------------------------------------- | -------------------------------------------- | ------------------------------------------------------ | ----------------------------------------------------- |
| 2002 | Måns Möller                                  | Ann Westin                                   | Mårten Andersson                             | Adde Malmberg                                | -                                                      |                                                       |
| 2003 | Johan Glans                                  | Lena Frisk                                   | Henrik Schyffert                             | Peter Wahlbeck                               | -                                                      |                                                       |
| 2004 | Thomas Järvheden                             | Anna-Lena Brundin                            | Robin Paulsson                               | Malmö Comedy Klubb                           | -                                                      |                                                       |
| 2005 | Magnus Betnér                                | Ann Westin                                   | Hasse Brontén                                | Victoria Komedi Klubb                        | www.ingenting.se                                       |                                                       |
| 2006 | David Batra                                  | Marika Carlsson                              | Kristoffer Appelquist                        | Mårten Andersson för sin klubb RAW           | www.komikaze.se                                        |                                                       |
| 2007 | Henrik Schyffert                             | Yvonne Skattberg                             | Petra Mede                                   | Oslipat                                      | ComedyTV                                               |                                                       |
| 2008 | Tobias Persson                               | Babben Larsson                               | Björn Gustafsson                             | Magnus Betnér                                | Morgonsoffans webbsida                                 |                                                       |
| 2009 | Peter Wahlbeck                               | Petra Mede                                   | Aron Flam                                    | Norra Brunn                                  | Kanal 5                                                |                                                       |
| 2010 | Magnus Betnér                                | Zinat Pirzadeh                               | Jesper Rönndahl                              | Ståuppklubben Lobbyn                         | Kanal 5                                                |                                                       |
| 2011 | Al Pitcher                                   | Karin Adelsköld                              | Martin Lagos                                 | Thomas Oredsson                              | TSKNAS (Till slut kommer någon att skratta)            |                                                       |
| 2012 | Kristoffer Appelquist                        | Marika Carlsson                              | Niklas Andersson                             | Babben Larsson                               | Värvet                                                 |                                                       |
| 2013 | Johan Glans                                  | Babben Larsson                               | Petrina Karlsson                             | Big Ben Standup                              | Humorhimlen Lab P3                                     |                                                       |
| 2014 | Özz Nûjen                                    | Ann Westin                                   | Lisa Eriksson                                | GASTA comedy                                 | Full patte (SVT Flow)                                  | En skam för Sverige av Magnus Betnér och Soran Ismail |
| 2015 | Jesper Rönndahl                              | Petrina Solange                              | Nisse Hallberg                               | Cissi Stenborg / CS nöje                     | Lilla Drevet                                           | Serial Joker av Fredrik Andersson                     |
| 2016 | Henrik Schyffert                             | Nour El Refai                                | Carl Stanley                                 | Jonas Gardell                                | Tankesmedjan                                           | Sveriges historia av Özz Nûjen och Måns Möller        |
|      |                                              |                                              |                                              |                                              |                                                        |                                                       |
| 2018 | Messiah Hallberg                             | Josefin Johansson                            | Josefin Sonck                                | Martin Soneby för "AMK Morgon"               | "Grotescos sju mästerverk", SVT                        | World tour of the world av Johan Glans                |
| 2019 | Jonatan Unge                                 | Petrina Solange                              | Marcus Berggren                              | Ståuppklubben i Göteborg                     | Podcasten "Mina värsta gig" av Niklas Runsten          | Quick – en humorshow med Isak Jansson och Ola Aurell  |
| 2020 | Isak Jansson                                 | Petrina Solange                              | Ina Lundström                                | Johan Glans                                  | Det blev ingen CD (dokumentärfilm) av Jonas Strandberg | Född 1996 – Carl Stanley                              |
| 2021 | Galan inställd på grund av Covid-19-pandemin | Galan inställd på grund av Covid-19-pandemin | Galan inställd på grund av Covid-19-pandemin | Galan inställd på grund av Covid-19-pandemin | Galan inställd på grund av Covid-19-pandemin           | Galan inställd på grund av Covid-19-pandemin          |
| 2022 | Carl Stanley                                 | Kirsty Armstrong                             | Christoffer Fernis                           | Lund Comedy Festival                         | IFS – Invandrare för svenskar, Sveriges Television     | Tomten är ensam – Nisse Hallberg                      |
|      |                                              |                                              |                                              |                                              |                                                        |                                                       |
| 2024 | Niklas Andersson                             | Petrina Solange                              | Dessi Hietala                                | Lennie Norman                                |                                                        | Mårten Cvetkovic – Mårten Andersson                   |